# Malmonde (album)
 (janvier 2024).
Malmonde est le premier album du groupe de metal français Malmonde, sorti en juin 2003 chez Osmose Records. C'est le plus électronique des 2 albums du groupe, du fait de l'utilisation de nombreux samples.
La presence d'une boîte à rythme et non d'un batteur donne une précision militaire a la musique.
Osmose Records a organisé une distribution nationale et européenne du CD.

## Liste des pistes
1. No one
2. World of silence
3. C-mal
4. Save your soul
5. Machine
6. Fear
7. The 3rd wish
8. Remix W.O.S. 2.0